# Felice Alessandri
Felice Alessandri (24. listopadu 1747 Řím – 15. srpna 1798 Formigine) byl italský cembalista, dirigent a hudební skladatel.

## Život
Narodil se v Římě 24. listopadu 1747. Jeho rodiče byli Stephen Alessandri a Angiola-Maria rozená Ruggieri. Studoval v Neapoli a svou kariéru začal velmi mladý v Turíně jako sbormistr a cembalista. Se vší pravděpodobností jeho první velká skladba, Il Tobia, oratorium pro čtyři hlasy, byla provedena v Římě v roce 1765.
Později působil v Turíně a v Paříži jako sbormistr a cembalista, kde měl se svými skladbami úspěch na veřejných koncertech konaných v Palais des Tuileries (Concert Spirituel). Do Itálie se vrátil v roce 1767. V témže roce uvedl ve Veroně svou první operu Ezio a vzápětí v Benátkách další operu Il matrimonio in concorso.
Oženil se se zpěvačkou Mary Lavinií Guadagniovou (sestrou známého kastráta Gaetana Guadagniho) a společně odešli do Londýna, kde komponoval opery pro Královské divadlo Haymarket a řídil zde provedení oper i jiných italských skladatelů jako byli Baldassare Galuppi a Niccolò Piccinni. Po velkém úspěchu své tvorby v Itálii a v Londýně cestoval po Evropě a uváděl své opery ve Vídni, Janově, Drážďanech, Benátkách a dalších italských městech. Ve slavném milánském divadle La Scala debutoval 26. prosince 1778 operou Calliroe. Kromě toho veřejně vystupoval i jako cembalový virtuóz.
V roce 1786 odešel do Ruska, aby se ucházel o místo dvorního skladatele v Petrohradu. Nebyl však úspěšný, musel se živit výukou hudby a zpěvu. Na podzim roku 1789 se rozhodl opustit Rusko a odcestovat do Berlína, kde byl jmenován sbormistrem Berlínské dvorní opery. Jeho vztahy s vedením divadla nebyly nejlepší a tak se roku 1792 vrátil do Itálie.
Uvedl ještě opery v Benátkách a Padově a 16. února 1796 se stal členem Filharmonické akademie (Accademia dei Filarmonici). Zemřel 15. srpna 1798 ve Formigine v blízkosti Modeny.

## Dílo
Je znám zejména jako operní skladatel. Mezi roky 1764 a 1794 zkomponoval na 32 oper. Kromě toho však komponoval i hudbu instrumentální a je autorem baletu a oratoria.

### Opery
- Ezio (1767 Verona)
- Il matrimonio per concorso (1767 Benátky)
- La moglie fedele (1768 Londýn)
- L'Argentino (1768 Vídeň)
- Arianna e Teseo (1768 Londýn)
- Il re alla caccia (1769 Londýn)
- Argea (1773 Turín)
- Creso (1774 Pavia)
- La camariera per amore (1774 Turín)
- Il Medonte re d'Epiro (1774 Milán)
- Alcina e Ruggero (1775 Turín)
- Sandrina, ossia La contadina di corte (1775 Lucca)
- La novità (1775 Benátky)
- La sposa persiana (1775 Benátky)
- Calliroe (1778 Milán)
- Adriano in Siria (1779 Benátky)
- Erifile (1780 Padova)
- Attalo re di Bitinia (1780 Florencie)
- Il vecchio geloso (1781 Milán)
- Arbace (1781 Roma)
- La finta principessa, ossia Li due fratelli Pappamosca (1782 Benátky)
- I puntigli gelosi (1783 Benátky)
- Demofoonte (1783 Padova)
- Artaserse (1783 Neapol)
- L'imbroglio delle tre spose (1784 Florencie)
- La villanella rapita (1784 Bologna)
- Il ritorno di Ulysse a Penelope (1790 Potsdam)
- L'ouverture du grand opéra italien à Nankin (1790 Berlín)
- Dario (1791 Berlín)
- Vasco di Gama (1792 Berlín)
- Virginia (1793 Benátky)
- Zemira (1794 Padova)
- Armida (1794 Padova)
- I sposi burlati (26. 12. 1798 Mantova)

### Další skladby
- 6 koncertů pro cembalo s doprovodem dvou douslí a violoncella
- 6 sonát pro dvoje housle a cemballo
- 6 symfonií
- Houslová dua
- Hobojová dua
- Dua pro lesní rohy